# アイヌカイセイ
アイヌカイセイは、アイヌ民話に伝わる妖怪。
ぼろぼろのアットシ（シナノキやオヒョウニレの樹皮の繊維で織った、アイヌの民族衣装）を身に纏い、空家や古い家などに現れる。人が眠っていると、胸や首を押し付けて苦しめるという。
民話研究家・佐々木喜善は著書において、座敷童子との関連性があるのではないかと述べている。
なお、名称の「カイセイ」はアイヌ語で「死骸」を意味する。